# Los miedos de...
Los miedos de... fue un programa de televisión español.. El espacio, producido por Warner Bros ITVP España, se emitió en Cuatro desde el 2 de mayo hasta el 6 de junio de 2022.

## Formato
Un grupo de nutridos famosos se enfrentarán a sus vidas, donde han sido protagonistas de muchas experiencias que han hecho mella en su bagaje. Buscarán no solo enfrentarse a ello, sino también superar esos miedos, siempre bajo la supervisión de un grupo de expertos en la materia. De esta manera, los espectadores no solo serán testigos de sus éxitos, pues sus intimidades quedarán al descubierto. Cabe destacar que también habrá un repaso por momentos de aventura y diversión.

## Temporadas y audiencias

### Temporada 1 (2022)
| Programa | Famos@s                                                    | Miedos                                                                                    | Fecha de emisión | Audiencia      |
| -------- | ---------------------------------------------------------- | ----------------------------------------------------------------------------------------- | ---------------- | -------------- |
| 1        | Antonio Canales Fabiola Martínez Loles León                | Miedo a la muerte y los cementerios Miedo a las aguas profundas Miedo a las alturas       | 02/05/2022       | 645 000 (5,6%) |
| 2        | Elsa Anka Juan Salazar Toñi Salazar Cristina Cifuentes     | Miedo a las alturas Miedo a las aves Miedo a los espacios cerrados Miedo a montar en moto | 09/05/2022       | 455 000 (4,2%) |
| 3        | Lydia Lozano Víctor Janeiro Cristina Tárrega               | Miedo a las agujas y operaciones Miedo a la oscuridad Miedo a las situaciones de riesgo   | 16/05/2022       | 486 000 (4,4%) |
| 4        | Mario Vaquerizo Toñi Moreno Rosa Benito                    | Miedo a los reptiles Miedo a espacios cerrados Miedo a las alturas                        | 23/05/2022       | 339 000 (3,3%) |
| 5        | La Terremoto de Alcorcón Chelo García-Cortés Carlos Sobera | Miedo a los sustos Miedo a los espacios cerrados Miedo a las turbulencias                 | 30/05/2022       | 284 000 (2,9%) |
| 6        | Boris Izaguirre Melody Loles León                          | Miedo a al fuego Miedo a los saltamontes Aversión al inglés                               | 06/06/2022       | 399 000 (3,8%) |

## Audiencias

### Los miedos de...: Temporadas
| Edición                             | Fecha | Programas | Cadena | Audiencia      |
| ----------------------------------- | ----- | --------- | ------ | -------------- |
| Los miedos de...: Primera temporada | 2022  | 6         | Cuatro | 435 000 (4,0%) |